# Hængestropper
Hængestropper er lange stropper som man bruger i små joller til at kontrollere krængningen. Stroppernes størrelse afhænger af bådtype. 
De sættes i bunden af båden udstrakt eller slapt, og man bruger dem ved at sætte fødderne ind under stroppen og læne sig bagud når båden krænger. 